# Funkeho Kolín
Funkeho Kolín byl festival současné fotografie, který se konal v Kolíně každé dva roky od roku 1993 do roku 2009. Nesl jméno českého fotografa Jaromíra Funkeho s odkazem na to, že se v Kolíně v jednu dobu potkali avantgardní fotografové Josef Sudek, Jaromír Funke a Eugen Wiškovský – tři světově uznávaní tvůrci moderní české fotografie. Hlavním tématem festivalu byla prezentace fotografické tvorby a uměleckých osobností z oblasti fotografie.
Na dané každého ročníku se v různých prostorách Kolína kobaly výstavy a přednáčky, při kterých byli představováni umělci současné fotografie spolu s osobnostmi spjatými s historií fotografie a Kolínem zároveň. Funkeho Kolín navazoval na podobné zahraniční projekty, jako například Mesiac fotografie v Bratislavě. Mezi hlavní organizátory patřilo Občanské sdružení Funkeho Kolín, od roku 1993 festival spoluorganizovala výtvarná umělkyně Jolana Havelková.

## Historie festivalu
Na festivalu od roku 2001 vystavovalo více než 100 autorů, například Ivan Pinkava, Pavel Mára, Miroslav Machotka, Václav Jirásek, Rudolf Sikora, z mladší generace například Michaela Thelenová, Štěpánka Šimlová, Pavel Kopřiva či Jiří Křenek.
Ročník 2009 byl poslední.

### Ročník 2009 - Stopy a záznamy
U příležitosti osmého ročníku festivalu se konala výstava pražského konstruktivisty Jana Kubíčka (* 1927). Pod názvem Stopy 8 autorů vystavili ve spolupráci s FAMU svá díla autoři Miloš Šejn, Ondřej Bouška, Kateřina Držková, Vojtěch Fröhlich, Tereza Králová, Jiří Šigut a Jan Šimánek.
Dále vystavovali: Zbyněk Baladrán, Daniela Baráčková, Beata Długosz, Ivars Gravlejs, Anna Gutová, Markéta Kinterová, Jáchym Kliment, Marian Kusik, Petra Malá, Jan Měřička, Mátyás Misetics, Lukáš Prokůpek, Ondřej Přibyl, Igor Ševčuk, Mark Ther, Tereza Velíková, Eva Výborná a Jan Wojnar.

### Ročník 2007 - Rodina
Hlavním tématem tohoto ročníku byla rodina z různých pohledů autorů. V rámci představování kolínských osobností představil kurátor Vladimír Birgus tvorbu Eugena Wiškovského.
Dále vystavovali Milena Dopitová - Všechno se vrací, protože bloudí, Anetta Mona Chişa Planet romance, Sylva Francová – Portréty žen, Dušan Skala – Páska, Dita Pepe – Autoportréty, Martin Voříšek – Kronika, Milan Mikuláštík & Jan Nálevka – Funke You!, Agnes Eperjesi – Rodinné album, Gabriela Kontra a Jana Štěpánová – Rodinné mapy; Aneta Grzeszykowska – Album, Daniela Matějková – Kloboučnická 18, Petra Steinerová – táta, Marie Dvořáková – Rodinné portréty, Zuzana Blochová a Dita Lamačová – Persona, Kateřina Držková a Daniela Matějková – Kolínská rodina, Filip Hladký – Mléčná epocha a Jan Freiberg – Smím prosit?.

### Ročník 2003 - Reklama
Tématem se stal reklamní slogan 100% nejlepší kvalita nyní jen za 90% ceny.
Autoři děl: Michaela Thelenová – New fashion a Básně, 
Dušan Skala,
Martin Mainer – Rytmus sexu,
Jiří Surůvka – Kuchyňské hry,
František Krátký, Reklamní fotografie 1851–1924,
Jiří Křenek – Mobily, 
Jiří David – Stříbrní lidé, 
Jiří Černický – In, 
Tomáš Souček – Provizorní působiště.

### Ročník 2001 - Krajina
4. fotografický festival Funkeho Kolín se konal ve dnech 6. 10. – 31. 10. 2001
Vystavující: 
Štěpánka Šimlová – Krajiny,
Veronika Zapletalová – Chatařství (instalace), 
Bohumila Bloudilová, 1876–1946,
Kateřina Otčenášková – Malé krajiny,
Václav Jirásek – Automatik,
Andrea Horská – z cyklu Cesta,
Jaroslav Beneš,
Jaroslav Richtr – Mořské pyramidy,
Svatopluk Klimeš ve spolupráci s Tobiášem Judlem, Lukášem Kubcem a Tomášem Hrůzou – Tři průsvitky,
Jaroslav Fišer – Nejenom město,
Radek Jandera – Bratislava,

### Ročník 1998 - Tělo
Radek Jandera – Tanečník

### Ročník 1996
Štěpánka Stein, Salim Issa, Jaroslav Beneš, Jaroslav Fišer, Jolana Havelková, Libuše Jarcovjáková, Lada Krupková, Jiří Krupka, Jan Kubíček, Andrea Lhotáková, Miroslav Machotka, Pavel Mára, Josef Moucha, Jura Plieštik, Jaroslav Rajzík, Zdeněk Skružný, Martin Smékal, Petr Velkoborský a další.

### Ročník 1993
První fotografický festival k poctě Jaromíra Funkeho a Josefa Sudka uspořádala Polabská kulturní nadace v říjnu tohoto roku. První ročník byl zaměřen především na experimentální tvorbu. Koncepce a organizace se ujali: Aleš Kuneš, Jolana Havelková, Miloš Kim Houdek.